# Iso nesiotes
Iso nesiotes is een straalvinnige vissensoort uit de familie van vleugelaarvissen (Notocheiridae). De wetenschappelijke naam van de soort is voor het eerst geldig gepubliceerd in 1993 door Saeed, Ivantsoff & Crowley.